# Voltage 2.3: Remixed and Revisited
Voltage 2.3: Remixed and Revisited es el segundo álbum de la banda canadiense de industrial y cyberpunk Left Spine Down. El álbum fue lanzado el 3 de marzo de 2009 por Synthetic Entertainment en Canadá. El álbum incluye remixes de las canciones del álbum Fighting for Voltage, una canción nueva llamada Welcome to the Future y dos versiones de Territorial Pissings, de Nirvana, y She's Lost Control, de Joy Division.

## Pistas
El álbum contiene 20 pistas.
1. Tape 8: Worm Holes (1:04)
2. Reset (Melt Mix) / Seb Komor (4:42)
3. Prozac Nation (Tim Skold Mix) (6:10)
4. Tape 4: Test Subject Phase 1 (0:41)
5. She's Lost Control (5:00)
6. Ready Or Not (hairlip smacker mix) / The Revolting Cocks (4:52)
7. Last Daze (Burning Electro Mix) / Combichrist (4:27)
8. Hang Up (Cracknation Mix) / DJ? Acucrack (5:28)
9. Tape 23: Pharmaceutical Analysis (1:45)
10. Policy of Hypocrisy (Philthy Download Mix) (4:47)
11. Last Daze (XP8 Mix) (4:28)
12. Territorial Pissings (2:26)
13. Reset (Baal Mix) (4:48)
14. Flick The Stitch (KMFDM Mix) (4:12)
15. Last Daze (Led Manville Mix) (5:15)
16. Tape 18: Status Report #3 (0:42)
17. Welcome To The Future (5:07)
18. Reset (16 Volt Mix) (4:51)
19. Last Daze (Funland mix) / The Birthday Massacre (3:48)
20. Fighting for Voltage (LSD mix) / Chris Peterson + Jeremy Inkel (5:03)

- Datos: Q7940732